# リナン
リナン（9月20日 - ）は、日本の女性シンガーソングライター。旧名エスターリナ。沖縄県生まれ。

## 略歴

### ESTER BALLINT
大学在籍中にロックバンド「ESTER BALLINT (エスターバリント)」を結成。ヴォーカルとして活動する。

### ESTER RINA
1998年、「ESTER RINA (エスターリナ)」という名前でソロ・デビュー。9月にGOD'S POP RECORDSよりアルバム「MAGNAM」が発売される。その後、日清カップヌードルやNTTのCMソングを担当。数々のイベント参加や国内外のアーティストとのコラボレートを重ねる。
2000年1月、2ndアルバム「エンダイヴ」発売。杉浦英治など5人のプロデューサー、リミキサーを迎え制作される。5月には日朝幸雄プロデュースによるアルバム「エアリズム」が、2001年8月にはアルバム「かかしとあたし」が発売される。

### リナンとしての活動
「リナン」に改名後の2004年3月、デビューシングル「意味深探偵団」が発売される。以降もシングル、アルバムをリリース（下記ディスコグラフィ参照）。また都内のライブハウスを中心に定期的にライブも行っている。

## ディスコグラフィ
※リナン名義

### シングル
- 意味深探偵団（2004年3月24日）
- 意味深探偵団 side-B（2004年7月7日）

### アルバム
- 全肯定理論（2006年8月2日）
- ノーモア☆マジック☆バット☆チャーリー
- ジョー
- たそがれ禁止令（2010年）
- Kick!（2011年）